# Chlorotettix subfuscus
Chlorotettix subfuscus är en insektsart som beskrevs av Delong 1945. Chlorotettix subfuscus ingår i släktet Chlorotettix och familjen dvärgstritar. Inga underarter finns listade i Catalogue of Life.